# Jorge Castellón
Jorge Castellón, född 7 februari 1969, är en friidrottare från Bolivia. Han deltog vid olympiska sommarspelen 1996.